# Буннгор, Филип
Филип Буннгор Кристенсен (дат. Filip Bundgaard Kristensen; родился 3 июля 2004, Раннерс) — датский футболист, полузащитник клуба «Брондбю».

## Клубная карьера
5 июля 2020 года дебютировал за «Раннерс» в матче датской Суперлиги против «Хобро». В возрасте 16 лет и 2 дней стал самым молодым игроком «Раннерса» в истории и вторым в списке самых молодых игроков в истории датской Суперлиги после Йеппе Кьера (который дебютировал в турнире в возрасте ровно 16 лет).

## Карьера в сборной
Выступал за сборные Дании до 16, до 17, до 18 и до 19 лет.